# Pietro Calistri
Pietro Calistri (Verona, 30 ottobre 1914 – Dongo, 28 aprile 1945) è stato un militare italiano.

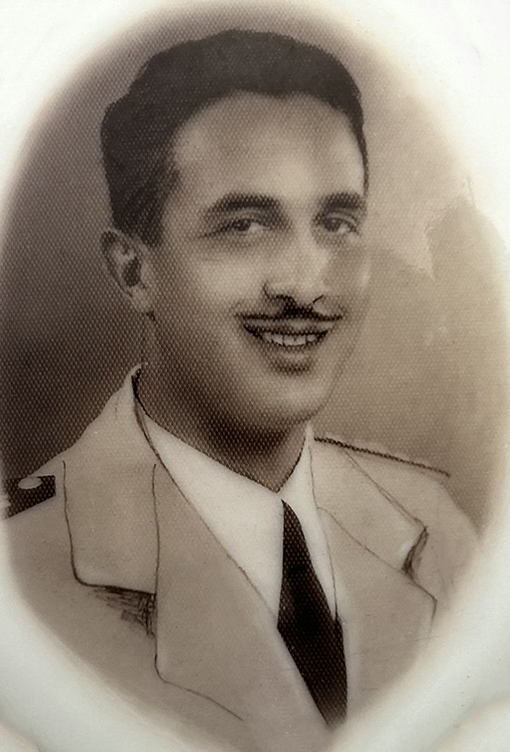
Capitano Pietro Calistri

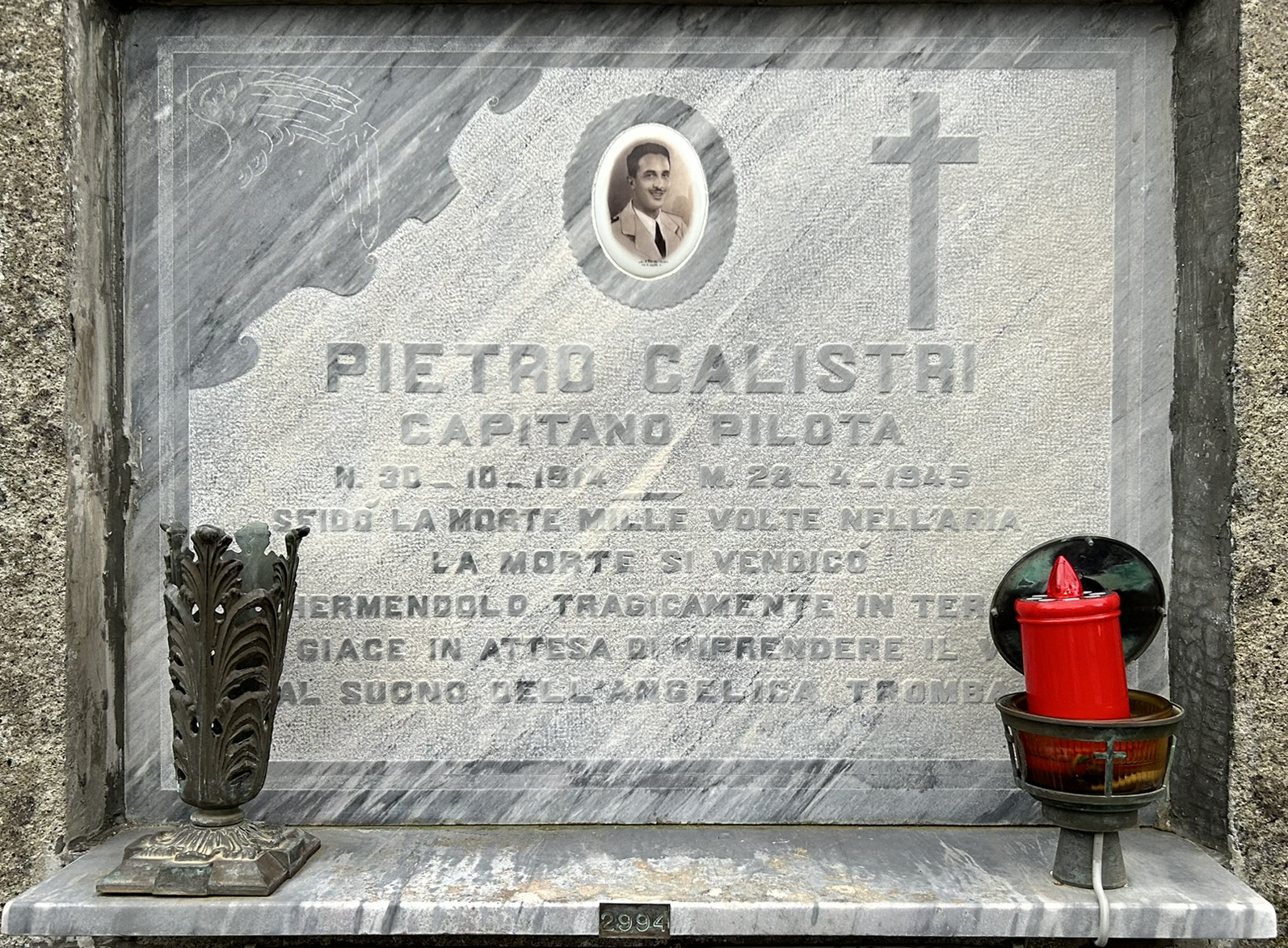
Tomba Di pietro Calistri presso il cimitero di San Martino al Cimino (GPS 42.37480908052642, 12.126244071181414)

Pilota pluridecorato della Regia Aeronautica combatté durante il secondo conflitto mondiale aderendo, in seguito all'armistizio dell'8 settembre 1943, all'Aeronautica Nazionale Repubblicana.

## Biografia
Nacque a Verona il 30 ottobre 1914, da una famiglia originaria di San Martino al Cimino, in provincia di Viterbo. 
Dopo aver conseguito la maturità classica a Udine nell'anno scolastico 1935-1936, Il 5 settembre 1935 entrò nella Regia Aeronautica come Allievo Ufficiale pilota di complemento, ottenendo il brevetto di pilota il 9 marzo 1936 e quello di pilota militare il 25 luglio dello stesso anno presso la Scuola Caccia situata sull'aeroporto di Aviano. Divenuto sottotenente di complemento ruolo naviganti viene assegnato al 1º Stormo Caccia Terrestre di Campoformido. Nel 1937 parte per la Spagna, dove infuria la guerra civile. Presta servizio nella 32ª Squadriglia del VI Gruppo Caccia, comandata dal maggiore Ernesto Botto. Al rientro dalla penisola iberica, il 9 giugno 1938, viene promosso sottotenente in servizio permanente effettivo (s.p.e.) per merito di guerra. Il 21 marzo 1939 ottiene la promozione a tenente.

### La seconda guerra mondiale
All'entrata in guerra del Regno d'Italia, il 10 giugno 1940, prestava servizio presso la 72ª Squadriglia caccia del 21º Gruppo, entrata subito in azione sul Mediterraneo centrale e su Malta. Proprio 35 miglia a ovest dell'isola, il 17 giugno, conseguì la sua prima vittoria aerea abbattendo un aerosilurante Fairey Swordfish. Trasferito alla 75ª Squadriglia caccia del 23º Gruppo Autonomo Caccia, dal 15 dicembre 1940 al 6 febbraio 1941 combatté in Africa settentrionale. Il 4 gennaio 1941 conseguì la sua seconda vittoria aerea, abbattendo un caccia Hawker Hurricane vicino a Bardia, e il sei dello stesso mese ottenne la promozione a capitano.
Nell'autunno del 1941 assunse il comando della 377ª Squadriglia Autonoma, equipaggiata con i monoplani da caccia Reggiane Re.2000, basata sull'aeroporto di Trapani-Milo. Compito di tale squadriglia consisteva nell'uso operativo del velivolo prodotto dalla Reggiane, acquisito in pochi esemplari dalla Regia Aeronautica, al fine di valutarne le caratteristiche tecniche, ed in particolare i serbatoi alari.
Durante i cicli di operazioni belliche sul Mediterraneo e in Africa Settentrionale fu decorato con due medaglie d'argento al valor militare. Trasferito alla 76ª Squadriglia caccia, 7º Gruppo del 54º Stormo Caccia Terrestre, operò dalle basi siciliane di Trapani, Comiso e Pantelleria venendo insignito di medaglia di bronzo al valor militare ottenuta sul campo. Nell'agosto 1942 il suo reparto iniziò ad operare dall'aeroporto di Pantelleria, e il 17 agosto abbatté un aerosilurante Bristol Beaufort del No.235 RAF Squadron, circa 35 miglia a ovest dell'isola.
Durante il ciclo di operazioni belliche, durato dal 10 giugno 1940 al 1º luglio 1943, volò a bordo dei caccia Fiat CR.42 Falco, Reggiane Re.2000 e Aermacchi C.202 Folgore, conseguendo due vittorie accertate, tre probabili. e il danneggiamento di altri tre velivoli.
Ferito in combattimento il 1º luglio 1943, viene allontanato dalle operazioni e collocato a riposo il 17 dello stesso mese.

#### Nella RSI
Alla proclamazione dell'armistizio con gli anglo-americani, l'8 settembre 1943, si trovava in forza alla 2ª Zona Aerea Territoriale di Padova. Dopo un iniziale sbandamento decise di rispondere all'appello lanciato dal colonnello Botto, e aderì alla Repubblica Sociale Italiana, entrando a far parte della neocostituita Aeronautica Nazionale Repubblicana. Posto al comando della 3ª Squadriglia "Dante Ocarso" (detta "Arciere"), una delle tre che componevano il 1º Gruppo caccia "Asso di bastoni", la comandò fino al febbraio del 1944, quando dovette lasciare l'incarico per motivi di salute. Prestò successivamente servizio in una postazione radar italo-tedesca situata a Senago, come ufficiale addetto alla guida caccia fino al termine delle ostilità.
Il 26 aprile 1945, ottemperando a precedenti ordini del Q.G. delle forze armate della RSI, decide di raggiungere la Valtellina utilizzando la propria FIAT Topolino  al seguito di una colonna composta da circa 30 camion della Luftwaffe. All’alba del 27 l’autocolonna giunse a Menaggio dove le si aggregò la colonna di fascisti che scortava Mussolini e parte del governo repubblicano. Alle ore 6 del 27 aprile le due colonne, che a quel punto risultavano composte da oltre 60 automezzi e circa 350 uomini,  partirono insieme ma giunti nella località di Musso uno sbarramento di partigiani le bloccò e, dopo dieci ore di trattative, i tedeschi decisero di abbandonare gli italiani in cambio del libero transito verso nord.
Arrestato dai partigiani dalla 52ª Brigata Garibaldi "Luigi Clerici", il giorno 28 verrà fucilato a Dongo insieme ad altri gerarchi fascisti, perché ritenuto il pilota personale del duce, che invece era Virgilio Pallottelli. Il suo corpo fu esposto a Piazzale Loreto e successivamente tumulato in una fossa comune. La salma venne identificata nel settembre dello stesso anno grazie al riconoscimento della rotula d'argento che gli era stata applicata a seguito del ferimento del 1º luglio 1943 e quindi definitivamente traslata presso il cimitero di San Martino al Cimino.

### Annotazioni
1. ↑  Il padre Attilio era un ufficiale.
2. ↑  Durante gli studi aveva prestato servizio militare di leva come soldato presso il Distretto Militare di Trieste, congedandosi il 23 giugno 1934.
3. ↑  Il 23º Gruppo era al comando del tenente colonnello Tito Falconi.
4. ↑  In realtà formalmente dipendente dal 23º Gruppo.
5. ↑  Poco tempo dopo fu sostituito al comando della squadriglia dal tenente pilota Giorgio Solaroli di Briona.
6. ↑  Consegnatagli personalmente a San Pietro di Caltagirone da Mussolini, alla presenza del capo di stato maggiore della Regia Aeronautica, generale Rino Corso Fougier.
7. ↑  Un Gloster Gladiator il 26 dicembre 1940, un Hawker Hurricane il giorno dopo e un aerosilurante Bristol Beaufort il 17 agosto 1942.
8. ↑  Durante una delle numerose operazioni di guerra era rimasto seriamente ferito ad una gamba da un colpo di mitragliatrice. Per ripristinare la funzionalità dell'arto i medici gli sostituirono la rotula con una d'argento, e fu da questo particolare che si poté arrivare con certezza all'identificazione della salma.

### Fonti
1. 1 2 3 4 5 6 7 8 9 10  Aeronautica, marzo 2007, p. 29.
2. 1 2 3 4 5 6   http://fondazionersi.org/mediawiki/index.php?title=Pietro_Calistri, su fondazionersi.org.
3. ↑  Massimello 1998, p. 43.
4. 1 2 3  Massimello 1998, p. 42.
5. 1 2  Massimello 1998, p. 49.
6. ↑  Gazzetta Ufficiale del Regno d'Italia n.115, 15 maggio 1942 XX.